# اندری راسپوپوف
اندری راسپوپوف (اوکراینی: Андрій Миколайович Распопов؛ زادهٔ ۲۵ ژوئن ۱۹۷۸) بازیکن فوتبال اهل اوکراین است.
از باشگاه‌هایی که در آن بازی کرده‌است می‌توان به باشگاه فوتبال آرسنال کی‌یف، باشگاه فوتبال سیمرغ زاقاتالا، باشگاه فوتبال ویتبسک، باشگاه فوتبال دینامو مینسک، و باشگاه فوتبال کارپاتی لویو اشاره کرد.